# Gobiobotia macrocephala
Gobiobotia macrocephala är en fiskart som beskrevs av Mori, 1935. Gobiobotia macrocephala ingår i släktet Gobiobotia och familjen karpfiskar. Inga underarter finns listade i Catalogue of Life.